# Nele Matz-Lück
Nele Matz-Lück (* 13. Dezember 1973 in Hamburg als Nele Matz) ist eine deutsche Rechtswissenschaftlerin, Universitätsprofessorin und Richterin. Sie ist seit Oktober 2011 Professorin an der Christian-Albrechts-Universität zu Kiel und seit 2018 Richterin am Schleswig-Holsteinischen Landesverfassungsgericht.

## Leben
Nele Matz-Lück legte ihr Abitur in Hamburg ab. Ab 1993 studierte sie Rechtswissenschaften an den Universitäten Trier, Lausanne und Heidelberg, wo sie 1998 die Erste Juristische Staatsprüfung ablegte. Sie absolvierte danach den Postgraduierten-Studiengang Environmental Law & Management in Wales, den sie im Jahr 2000 mit der Verleihung des LL.M.-Grades durch die University of Aberystwyth abschloss. Den juristischen Vorbereitungsdienst am Oberlandesgericht Köln schloss sie im Januar 2004 mit dem Zweiten juristischen Staatsexamen ab.
Von 1998 bis 2001 war sie Wissenschaftliche Mitarbeiterin am Max-Planck-Institut für ausländisches öffentliches Recht und Völkerrecht in Heidelberg. Anschließend absolvierte sie den juristischen Vorbereitungsdienst am Oberlandesgericht Köln, den sie im Januar 2004 mit dem zweiten Juristischen Staatsexamen abschloss. Ab 2004 war sie als Referentin am Max-Planck-Institut für ausländisches öffentliches Recht und Völkerrecht in Heidelberg tätig. 2005 erhielt sie die Otto-Hahn-Medaille der Max-Planck-Gesellschaft für die im November 2003 an der Universität Heidelberg abgeschlossene Promotion mit der Dissertation Die Koordinierung völkerrechtlicher Verträge. Von 2005 bis 2007 war sie an das Bundesverfassungsgericht in Karlsruhe abgeordnet. Dort war sie als wissenschaftliche Mitarbeiterin im Dezernat von Udo Di Fabio tätig.
Im April 2017 habilitierte sie sich mit einer Schrift zum Thema „Denizenship und Staatsangehörigkeit im Spiegel rechtlicher Integration – Eine Betrachtung der Kriterien staatlicher Zugehörigkeit und politischer Teilhabe im Wandel“ an der Ruprecht-Karls-Universität Heidelberg und erhielt die Lehrbefugnis für die Fächer Öffentliches Recht, Europarecht und Völkerrecht.
Sie ist seit Oktober 2011 Professorin an der Christian-Albrechts-Universität zu Kiel. Zunächst war sie Professorin für Seerecht. Seit Ende Mai 2017 hat sie den Lehrstuhl für Öffentliches Recht mit dem Schwerpunkt Völkerrecht, insbesondere Seerecht inne. Sie ist Ko-Direktorin des dortigen Walther-Schücking-Instituts für Internationales Recht. Zudem ist sie Richterin am Schleswig-Holsteinischen Landesverfassungsgericht.
Im Mai 2014 wurde sie zum stellvertretenden Mitglied des Schleswig-Holsteinischen Landesverfassungsgerichts gewählt; seit dem 1. Februar 2018 ist sie Mitglied des Gerichts. Im September 2019 gehörte sie zu den etwa 100 Staatsrechtslehrern, die sich mit dem offenen Aufruf zum Wahlrecht Verkleinert den Bundestag! an den Deutschen Bundestag wandten.
Von Oktober 2020 bis Januar 2023 war sie Vizepräsidentin für Internationales, Nachwuchs, Gleichstellung und Diversität der Christian-Albrechts-Universität zu Kiel.

## Ämter und Mitgliedschaften
- 2013 bis 2018 Adjunct Professor (Professorin im Nebenamt) am K.G. Jebsen Centre for the Law of the Sea an der Arktischen Universität Norwegens, Tromsö[5]
- Mitglied des Exzellenzclusters Ozean der Zukunft und seit November 2017 Ko-Sprecherin des Clusters[1]
- Adjunct Professor an der Dalhousie University in Halifax, Kanada[5]

## Forschungsschwerpunkte
Im Zentrum ihrer Forschungs- und Publikationstätigkeiten stehen neben dem internationalen Seerecht das Umweltvölkerrecht und das Recht der völkerrechtlichen Verträge. 2008 referierte sie zur strategischen Bedeutung der Arktis für die deutsche Außen- und Sicherheitspolitik. 2019 äußerte sie sich zur Rechtmäßigkeit des Handelns von Carola Rackete bei der Rettung von Flüchtlingen im Mittelmeer. Im August 2020 positionierte die Seerechtsexpertin sich in der Süddeutschen Zeitung zum Streit zwischen der Türkei und Griechenland um die Hoheitsgewässer von kleinen Ägäisinseln und die Ressourcen am Meeresgrund.
39== Publikationen (Auswahl) ==
- Holger Hestermeyer, Nele Matz-Lück, Anja Seibert-Fohr, Silja Vöney (Hrsg.):  Law of the Sea in Dialogue. Springer-Verlag 2010, ISBN 978-3-642-15656-4
- Nele Matz-Lück, Mathias Hong (Hrsg.): Grundrechte und Grundfreiheiten im Mehrebenensystem – Konkurrenzen und Interferenzen. Springer-Verlag 2012, ISBN 978-3-642-24681-4
- Nele Matz-Lück: Kommentar zu Art. 50 (S. 675-687); Art. 51 (S. 687-715); Art. 68 (S. 958-963). In: Florian Becker, Christoph Brüning, Wolfgang Ewer, Utz Schliesky (Hrsg.): Kommentar zur Landesverfassung Schleswig-Holstein. Nomos Verlag, Baden-Baden 2021.
- Nele Matz-Lück: Warum streiten Staaten um den Festlandsockel, in: Mare, Nummer 170, Juni 2025, S. 36–39